# Дрегенешть-Влашка (комуна)
Дрегенешть-Влашка, Дрегенешті-Влашка (рум. Drăgănești-Vlașca) — комуна у повіті Телеорман в Румунії. До складу комуни входять такі села (дані про населення за 2002 рік):
- Вечень (316 осіб)
- Дрегенешть-Влашка (3827 осіб) — адміністративний центр комуни
- Комоара (709 осіб)

Комуна розташована на відстані 54 км на південний захід від Бухареста, 25 км на північний схід від Александрії, 144 км на схід від Крайови.

## Населення
За даними перепису населення 2002 року у комуні проживали 4852 особи.
Національний склад населення комуни:
| Національність | Кількість осіб | Відсоток |
| -------------- | -------------- | -------- |
| румуни         | 4541           | 93,6%    |
| цигани         | 309            | 6,4%     |
| турки          | 1              | < 0,1%   |
| греки          | 1              | < 0,1%   |

Рідною мовою назвали:
| Мова      | Кількість осіб | Відсоток |
| --------- | -------------- | -------- |
| румунська | 4819           | 99,3%    |
| циганська | 33             | 0,7%     |

Склад населення комуни за віросповіданням:
| Релігія       | Кількість осіб | Відсоток |
| ------------- | -------------- | -------- |
| православні   | 4826           | 99,5%    |
| п'ятдесятники | 9              | 0,2%     |
| адвентисти    | 6              | 0,1%     |
| бретрени      | 4              | 0,1%     |
| лютерани      | 3              | 0,1%     |
| римо-католики | 2              | < 0,1%   |
| реформати     | 1              | < 0,1%   |
| мусульмани    | 1              | < 0,1%   |